# 반 (노르드 신화)

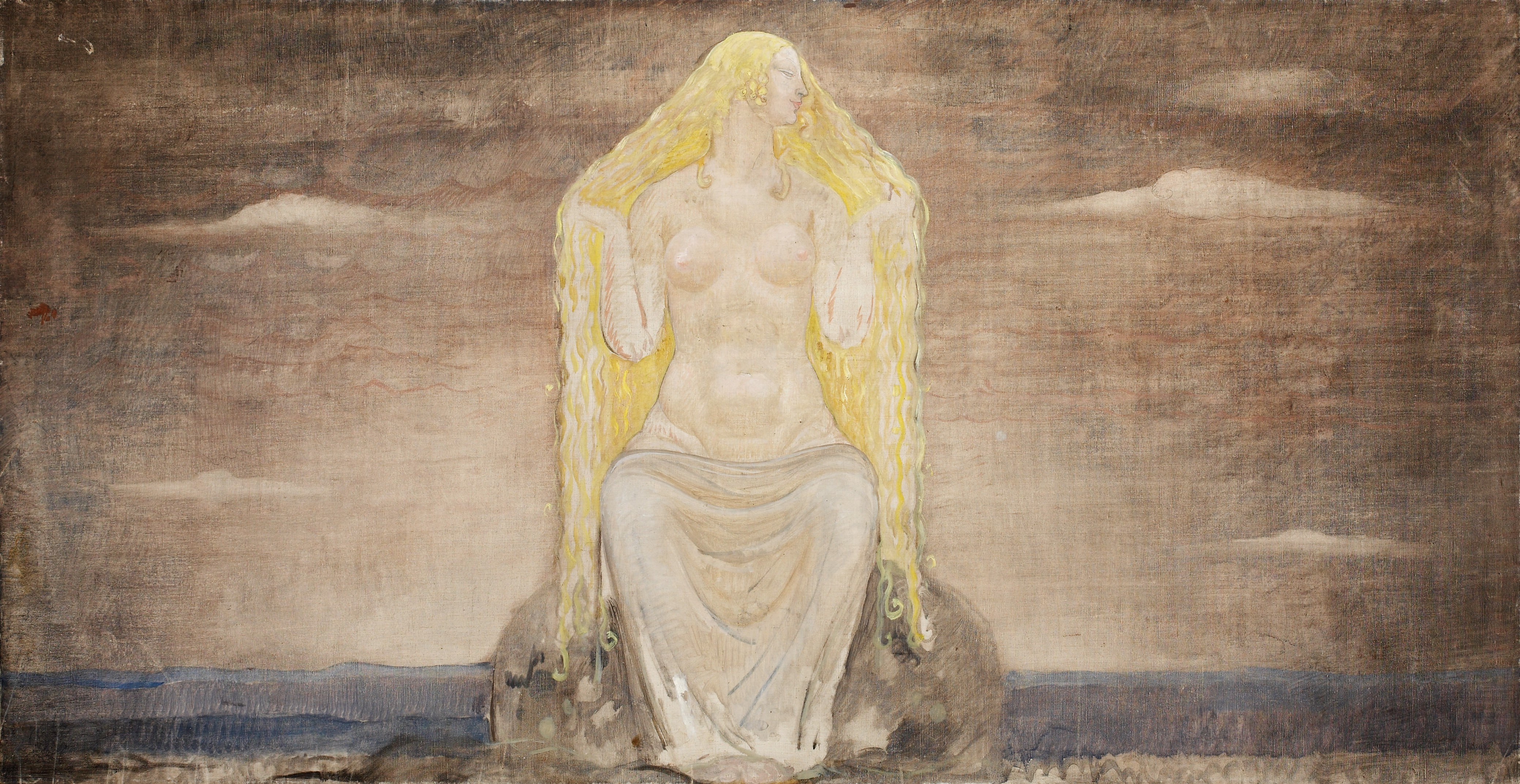

반(고대 노르드어: Vanr)은 북유럽 신화의 신족으로, 복수형은 바니르(고대 노르드어: Vanir)라고 한다. 웨인(Wane)이라고 불릴 때도 있는데, 이 경우 복수형은 웨인즈(Wanes)이다.
문헌상 이름이 명시되는 바니르는 뇨르드, 프레이, 프레이야 밖에 없다.

## 같이 보기
- 게르만 신화의 신 목록